# 神戸岩蔵
神戸 岩蔵（かんべ いわぞう、生年不詳 - 慶応元年（1865年））は、幕末の会津藩士。長州藩領内に潜入し、探索を行った隠密である。

## 概要
会津藩士・神戸盛義の次男。神戸家は家禄180石で、盛義は江戸常府の目付役を勤めた。安政3年（1856年）、兄の民治は刃傷事件を起こし、永代揚屋入りとなる。この事件は美男であった原田七郎をめぐる争いが原因で、刃傷相手の一人は切腹となっている。岩蔵は家名の名誉回復のため、役目に付くことを願い出、藩は岩蔵に訛りがないことから長州藩の探索を命じた。神戸家は岩蔵（当時19歳）の死を予見し、岩蔵が出発した文久3年（1863年）6月23日を命日と決めていたという。岩蔵は乞食姿で長州藩領内で探索を行ったが、隠密であることが発覚し捕らえられる。
取調べに対し、岩蔵は会津藩士であることを認めてからは回答を拒否している。長州藩公事奉行は岩蔵に仕官を勧めたが、岩蔵は「二君に仕えざるは臣の道」と答え、打ち首となった。岩蔵の行動の詳細は不明である。
兄の民治はのちに赦免されて戊辰戦争に従軍し、青龍士中三番隊の半隊頭として討死。原田七郎はのちに原田対馬と名乗り、会津藩家老として会津若松城籠城戦で西出丸を指揮した。
1919年（大正8年）、下関市に有志によって岩蔵の墓が建立され、1988年（昭和63年）には慰霊祭が行われている。